# N. Gregory Mankiw
N. Gregory Mankiw (ur. 3 lutego 1958 w Trenton) – amerykański makroekonomista, profesor ekonomii na Uniwersytecie Harvarda, autor książek i publikacji. W latach 2003–2005 kierował Radą Doradców Ekonomicznych Prezydenta Stanów Zjednoczonych. Niezależnie od pracy dydaktycznej i badawczej zajmuje się też działalnością naukową w Narodowym Biurze Badań Ekonomicznych, a także jest doradcą Bank of Boston i Biura Budżetu Kongresu.

## Życiorys
Mankiw urodził się w Trenton w stanie New Jersey. Jego rodzice pochodzą z Ukrainy. Uczęszczał do prywatnego college’u Pingry School w Martinsville. Następnie w roku 1980 ukończył studia na Uniwersytecie Princeton. Później rok spędził nad doktoratem na Massachusetts Institute of Technology, następnie rok na Uniwersytecie Harvarda na wydziale prawa, gdzie w latach 1982–1983 pracował w Radzie Doradców Ekonomicznych. W 1984 r. uzyskał stopień doktora na Massachusetts Institute of Technology i powrócił na wydział prawa na Harvardzie by tam dokończyć pracę doktorską. Stwierdził jednak, że prawo nie jest jego powołaniem i po raz trzeci powrócił do nauczania na MIT, by po roku znów powrócić na Harvard i zostać asystentem profesora w Katedrze Ekonomii. W 1987 r. profesor ekonomii Uniwersytetu Harvarda.
Do polityki powrócił, na zaproszenie ówczesnego prezydenta George’a W. Busha i w maju 2003 został przewodniczącym Rady Doradców Ekonomicznych Prezydenta Stanów Zjednoczonych. Sprawowanie tej funkcji zakończył w 2005 roku, jego następcą został Harvey S. Rosen.
Jest autorem bloga ekonomicznego.

## Publikacje w języku polskim
- N. Gregory Mankiw, Mark P. Taylor, Makroekonomia, Warszawa 2009, ISBN 978-83-208-1818-5.
- N. Gregory Mankiw, Mark P. Taylor, Mikroekonomia, Warszawa 2009, ISBN 978-83-208-1794-2.